# Stefano Okaka
Stefano Chuka Okaka, född 9 augusti 1989, är en italiensk före detta fotbollsspelare. Hans föräldrar kommer från Nigeria.

## Karriär
Okaka debuterade för AS Roma hösten 2005. Han har gjort mål i Coppa Italia mot Napoli. 
I augusti 2016 värvades han av engelska Watford, där han skrev på ett femårskontrakt.